# مسجد عمر مكرم
مسجد عمر مكرم أو جامع العبيط، أنشئ في العهد الملكي وينسب إلى الشيخ محمد العبيط، أحد أبرز علماء الأزهر في القرن الثاني عشر الميلادي، وبه يقع ضريحه. وكان هذا العبيط «بهلولا»، عاش هائما على وجهه، ويعتقد البعض في كرامته ونبؤاته، أما عن الاسم الغريب، ففي اللغة تطلق كلمة «عبيط» على الشخص الذي «شُقَّت جِيوبه وأطراف أكمامه من أثر العَبَّط»، ويأتي معناها في الصحاح «عَبَطَ الثوبَ يَعْبِطُهُ، أي شقَّه، فهو مَعْبوطٌ وعَبيطٌ». وعقب قيام ثورة يوليو 1952، قامت وزارة الأوقاف بتوسعة المسجد وتغيير اسمه إلى مسجد عمر مكرم تخليداً لذكرى العالم والمجاهد والبطل المصري الذي ساهم في وصول محمد علي إلى الحكم. واقترن دائما اسم مسجد عمر مكرم في ميدان التحرير بعزاء وجنازات الشخصيات الشهيرة في مصر.